# Doin' What I Gotta Do
Doin' What I Gotta Do è il terzo album del rapper statunitense Doug E. Fresh. Pubblicato il 27 aprile 1992, è distribuito da Bungalo.
| Recensione | Giudizio |
| ---------- | -------- |
| AllMusic   | [ 1 ]    |

## Tracce
1. D.O.A. – 1:07
2. Bustin' Out (On Funk) – 4:01
3. The Get Fresh Crew – 4:50
4. Back in the Dayz – 4:48
5. If I Was Your Man – 4:34
6. Come in from the Rain – 5:28
7. I Need My Woman Tonight – 5:00
8. Check it Out – 3:43
9. The History – 2:47
10. Imagine Me Just Pumpin' It Up – 4:01
11. You Make Me Wanna Shout – 4:42
12. The Money Grip – 3:39
13. There's Nothing Better – 4:26
14. I Love Myself – 5:17
15. No – 4:49
16. Vida Mia – 2:26
17. Peace to New York – 3:54

Durata totale: 69:32

## Classifiche

### Classifiche settimanali
| Classifica (1992)         | Posizione massima |
| ------------------------- | ----------------- |
| US Top R&B/Hip-Hop Albums | 47                |